# Berchemia flavescens
Berchemia flavescens är en brakvedsväxtart som först beskrevs av Nathaniel Wallich och William Roxburgh, och fick sitt nu gällande namn av Adolphe-Théodore Brongniart. Berchemia flavescens ingår i släktet Berchemia och familjen brakvedsväxter. Inga underarter finns listade i Catalogue of Life.